# Regnitzland
Das Regnitzland ist eine Gebietsbezeichnung in Hochfranken in Anlehnung an die beiden Regnitzflüsse.
Die Südliche und Nördliche Regnitz umschreiben ein Gebiet im Landkreis Hof und dem angrenzenden Landkreis Wunsiedel, das als Regnitzland bezeichnet wird. Bereits siedlungsgeschichtlich hat dieser Begriff bei der Gründung von Hof oder von Regnitzlosau Bedeutung. Später erscheint er trotz Unterscheidungsmerkmalen meist synonym mit den Begriffen bayerisches Vogtland oder Hofer Land. 1373 ging das Regnitzland durch Verkauf aus dem Einflussbereich der Vögte von Weida an die Burggrafen von Nürnberg über. Unter den Zeugen befindet sich Heinrich von Kotzau.